# Mirko Dolcini
Mirko Dolcini (Città di San Marino, 13 novembre 1973) è un politico e avvocato sammarinese, dal 1º ottobre 2020 al 1º aprile 2021 è capitano reggente della Repubblica di San Marino, assieme a Alessandro Cardelli.